# Pratt Graphic Art Center
Le Pratt Graphic Art Center, également appelé Pratt Graphics Center, est un atelier de gravure et une galerie d'art à New York.
Le Centre est né du Contemporaries Graphic Art Centre de Margaret Lowengrund. En 1956, Fritz Eichenberg devient directeur du Centre, poste qu'il occupe jusqu'en 1972. Les sources ne s'accordent pas sur la question de savoir si Lowengrund ou Eichenberg doit être considéré comme le fondateur du Pratt Graphic Art Center, la plupart affirmant qu'il s'agissait d'Eichenberg,,,,.
Le Centre était associé à l'Institut Pratt, offrant un espace spécifiquement dédié à la gravure. Il a été utilisé à la fois par des étudiants et des artistes confirmés, notamment Jim Dine, Robert Motherwell, Barnett Newman et Claes Oldenburg,. Le peintre et graveur Martin Barooshian a été superviseur de l'atelier graphique pour professionnels du Centre de 1960 à 1970, embauché par Eichenberg à la demande de Stanley Hayter.
L'atelier a été un vecteur essentiel de participation des artistes établis au Centre. Le Centre publiait également une revue, l'Artist's Proof éditée par Eichenberg et Andrew Stasik, et disposait d'un espace d'exposition.
Le Pratt Graphic Art Center a fermé ses portes en 1986,.

## Artistes
La National Gallery of Art de Washington a collectionné des gravures publiées par le Pratt Graphic Art Center. Cette collection contient des estampes de :
- Al Blaustein (en)
- Luis Camnitzer (en)
- Albert Christ-Janer
- Roberto De Lamonica
- Arthur Deshaies (en)
- Lucy Durand-Sikes
- Leonard Edmondson (en)
- Fritz Eichenberg
- Barbro Forslund
- Sid Hammer
- Shigeru Izumi (en)
- Lynda Kalman
- Ruth Kerkovius (en)
- Po Kim (en)
- Michael Knigin
- Yasuhide Kobashi (en)
- Lee Krasner
- Jacob Landau (en)
- Seong Moy (en)
- Carl E. Pickhardt Jr. (en)
- Steve Poleskie (en)
- Michael Ponce de Leon (en)
- Clayton Pond
- Walter Rogalski
- Clare Romano
- Andrew Stasik
- Valerie Thornton (en)
- Vasilios Toulis
- Ansei Uchima (en)
- Murray Zimiles

D'autres artistes notables ont pratiqué ou enseigné la gravure au Pratt Graphic Art Center :
- Rodolfo Abularach[12]
- Sydney Ball[13]
- Kitaoka Fumio
- Gego[14]
- Margaret Lowengrund[15]
- Patricia Martin Bates (en)[16]
- Kazuko Miyamoto (en)[17]
- Barnett Newman[18]
- Rodolfo Opazo
- Manuel Rodriguez Sr.[19]
- Clare Romano (en)[20]
- Ansei Uchima (en)[21]
- Anna Wong (en)[22]